# Yvonne Hornack
 (juin 2020).
Si vous disposez d'ouvrages ou d'articles de référence ou si vous connaissez des sites web de qualité traitant du thème abordé ici, merci de compléter l'article en donnant les références utiles à sa vérifiabilité et en les liant à la section « Notes et références ».
Yvonne Hornack ou parfois Yvonne-Jeanette Hornack est une actrice allemande née le 9 août 1970. 

## Filmographie

### Cinéma
- 1992 : Stilles Land : Schauspielschülerin

### Télévision

#### Téléfilm
- 2000 : Dir zu Liebe : Petra Wehling
- 2003 : La Dernière Berceuse : Küchengehilfin

#### Série télévisée
- 1994 : Praxis Bülowbogen
- 2003 : Körner und Köter : Sachbearbeiterin Zeitung
- 2006 : Une famille en Bavière : Sabine Stiegler
- 2007 : Le Destin de Bruno : Peggy Refrath